# ГЕС Перварі
ГЕС Перварі – гідроелектростанція, що споруджується на південному сході Туреччини. Знаходячись перед ГЕС Çetin Main, становитиме верхній ступінь каскаду на річці Ботан, лівій притоці Тигру.
В межах проекту річку збираються перекрити греблею із ущільненого котком бетону висотою 153 метри, яка утримуватиме водосховище з площею поверхні 3 км2 та припустимим коливанням рівня у операційному режимі між позначками 950 та 980 метрів НРМ. 
Станцію обладнають трьома турбінами типу Френсіс – двома потужністю по 195,5 МВт та однією з показником 9,2 МВт, котрі при чистому напорі у 154 метрів повинні будуть забезпечувати виробництво 887 млн кВт-год електроенергії на рік. 
Роботи над проектом, розташованим в зоні конфлікту з курдськими повстанцями, посуваються доволі повільно. Станом на середину 2016 року його готовність складала біля 12%.